# Вальфурва
Вальфурва (італ. Valfurva) — муніципалітет в Італії, у регіоні Ломбардія,  провінція Сондріо.
Вальфурва розташована на відстані близько 540 км на північ від Рима, 145 км на північний схід від Мілана, 55 км на північний схід від Сондріо.
Населення — 2639 осіб (2014).

## Демографія
Населення за роками:

Станом на 1 січня 2023 року в муніципалітеті офіційно проживало 28 іноземців з 14 країн, серед них 11 громадян країн Євросоюзу та 5 громадян України.

## Сусідні муніципалітети
- Борміо
- Мартелло
- Пеїо
- Понте-ді-Леньо
- Сондало
- Стельвіо
- Вальдізотто